# Нижний Хашелдой
Нижний Хашелдой — покинутый аул в Шаройском районе Чеченской Республики.

## География
Расположен на правом берегу реки Шароаргун, к юго-западе от районного центра Химой.
Ближайшие населённые пункты и развалины бывших аулов: на северо-западе — бывшие аулы Барчи-Колешка, Дукархой и Ацильда, на северо-востоке — бывший аул Мальчхиче и село Хакмадой, на юго-востоке — бывший аул Хашелдой, на юго-западе — село Кесалой.